# Suunto
Suunto est une société basée en Finlande qui fabrique et commercialise des instruments de mesure principalement destinés au sport (boussoles magnétiques, montres multi-fonctions, altimètres, baromètres, boussoles électroniques, etc.). Elle est rachetée par le groupe chinois Liesheng en 2022.

## Historique
Suunto est créée en 1936 par Tuomas Vohlonen (en), lorsqu'il met au point une boussole à bain d'huile portable et individuelle. La compagnie croît rapidement pendant la Seconde Guerre mondiale, fournissant boussoles et autres instruments de navigation tant au marché civil que militaire. La boussole M-5 de Sunnto est largement utilisée par la plupart des forces de l’OTAN.
En 1996, Suunto fait l’acquisition de Recta AG, un fabricant suisse de boussoles. En 1999, Suunto Oy est à son tour rachetée par Amer Sports.
En plus de sa propre ligne de boussoles magnétiques et autres instruments de mesure, Suunto commercialise la ligne de boussoles fabriquée en Suisse par Recta AG, Indifféremment sous le nom de Recta ou celui de Suunto.
Lors du premier semestre 2022, la marque quitte le giron d'Amer Sports, celle-ci étant vendue à Liesheng, un groupe chinois spécialisé dans les accessoires de sport connectés.

## Produits actuels
Aujourd’hui, Suunto est connue pour ses montres électroniques multi-fonctions, qui peuvent, selon le modèle, faire office de boussole, fournir les nouvelles, l'accélération, l'altitude, les effets de l’entraînement et même servir de GPS. Ces montres existent pour différents sports comme le ski, la randonnée pédestre, la course à pied (le trail notamment), la plongée sous-marine, la voile ou encore le golf.
En plus d’un large éventail de boussoles manuelles pour une utilisation générale extérieure et pour l’orientation, Suunto est également connue pour sa ligne KB de boussoles et inclinomètres, précises à la fraction de degré, très populaires dans le milieu de la spéléologie, de la topométrie et dans la marine. Faite en aluminium usiné, chaque boussole contient un cadran magnétique avec des marques de calibrage sur son bord externe. Une lentille (KB-14) ou un prisme (KB-77) est monté sur l’une des extrémités de l’instrument à l’aide d’un réticule fournissant une vue du disque. L’utilisateur divise son champ de vision avec l’instrument, utilisant la lentille ou le prisme pour mesurer avec précision l’inclinaison de l’objet visé.
Pour la plupart des gens, Suunto est principalement connue pour fabriquer des ordinateurs de plongée, domaine où Suunto est le leader mondial.
Une application mobile est également disponible sur Apple Store et Google Play.